# Johann Stamitz

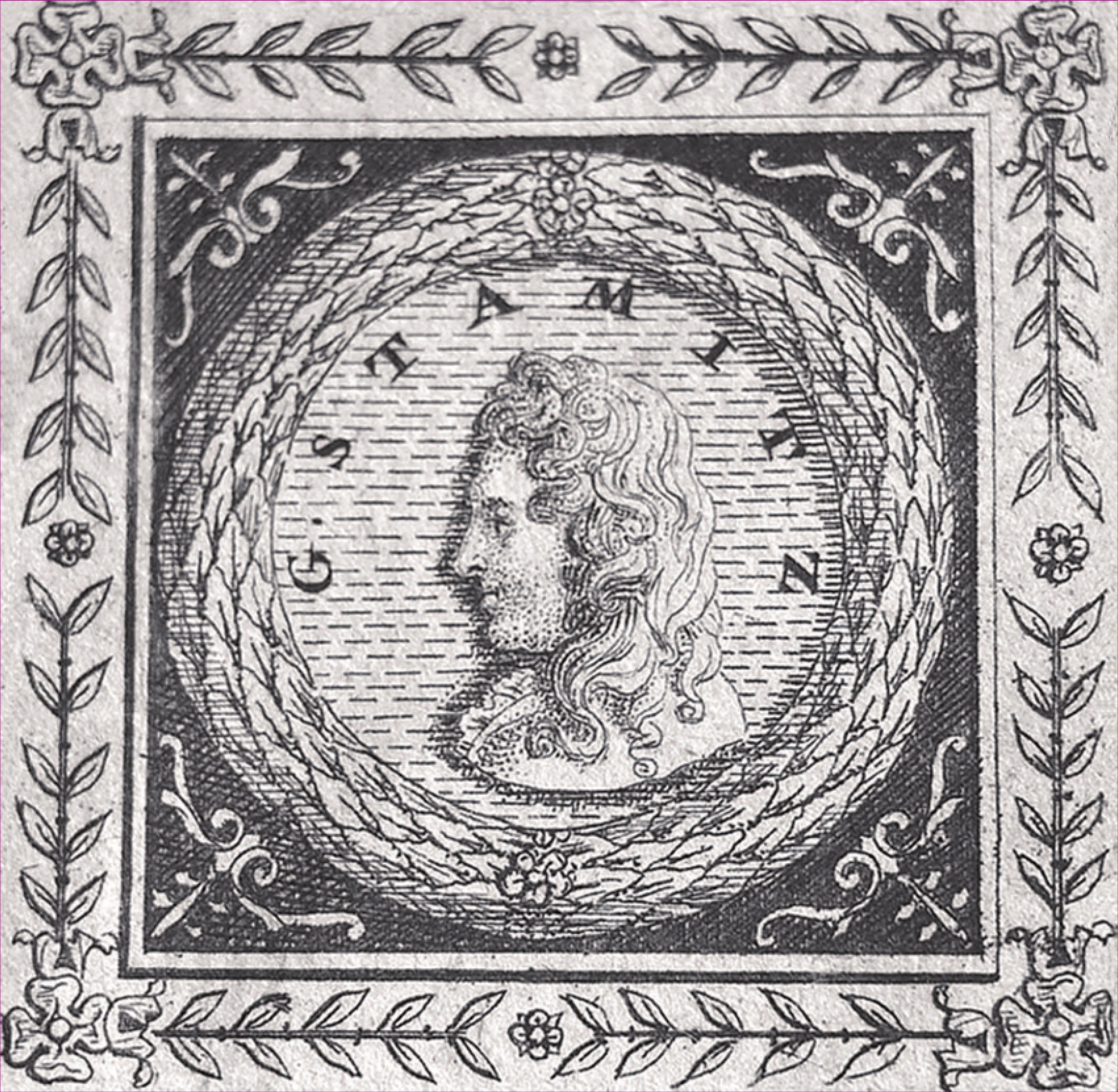
Johann Stamitz

Johann Wenzel Anton Stamitz (in ceco Jan Václav Stamic; Deutschbrod, 17 giugno 1717 – Mannheim, 27 marzo 1757) è stato un compositore e violinista ceco, padre di Carl Stamitz e Anton Stamitz, anch'essi compositori.

## Biografia
Johann Wenzel Anton Stamitz nacque a Deutschbrod il 17 giugno 1717. Benché terzogenito, fu il primo tra i suoi fratelli a superare l'età infantile. Battezzato il 19 giugno 1717, nacque probabilmente un giorno o due prima del battesimo.  Il nome riportato dal registro è Jan Waczlaw Antonin Stamitz. Quella degli Stamitz era una famiglia d'artisti: il padre di Johann, Antonín Ignác, fu organista presso la Chiesa del Decano prima di diventare mercante, proprietario terriero e consigliere comunale, e anche i tre fratelli Joseph František, Antonín Tadeáš e Václav Jan erano rispettivamente un pittore e due musicisti. Stamitz ricevette l'istruzione elementare a Německý Brod e la sua prima formazione musicale, con tutta probabilità, da suo padre. Nel 1728 s'iscrisse al ginnasio gesuita di Jihlava, dove completò la formazione grazie ai Gesuiti di Boemia i cui allievi, per l'alto livello d'istruzione musicale loro impartita, si distinsero e primeggiarono in tutta Europa.
Stamitz trascorse l'anno accademico 1734 - 1735 nell'Università di Praga.  Dopo solo un anno, abbandonò l'università per intraprendere la carriera di violinista virtuoso. Sul periodo di sei anni che intercorse fra la partenza di Stamitz dall'università (1735) e la sua nomina a Mannheim nel 1741 circa, non si hanno notizie certe.
Stamitz fu assunto dalla corte di Mannheim nel 1741 o nel 1742.  Probabilmente la sua nomina avvenne durante la campagna boema e l'incoronazione di Carlo Alberto (Carlo VII), alleato dell'Elettore palatino. Nel gennaio del 1742 Stamitz si esibì a Mannheim in occasione dei festeggiamenti per le nozze di Carlo Teodoro, succeduto allo zio Carlo Filippo come Elettore palatino meno di un anno dopo; Carlo Alberto di Baviera fu ospite al matrimonio.
A Mannheim Stamitz fece rapidamente strada, diventando “Erster Hoff Violinist” o Primo violino di Corte nel 1743, ottenendo un aumento di stipendio da 200 a 900 gulden, più di qualunque altro strumentista di Mannheim.  Nel 1745 o nel 1746 ottenne il titolo di Concertmeister. Le accademie, in cui spiccavano la scuola di Mannheim e l'orchestra di Mannheim, costituivano la responsabilità principale del Concertmeister, e Stamitz aveva il compito di condurre le prove e dirigere le esecuzioni, eseguire concerti e comporre lui stesso.  Il 27 febbraio 1750 fu nominato direttore della musica strumentale. Tra gli altri doveri di Stamitz figurava anche la supervisione e l'esecuzione di musica da camera e di alcune opere, balletti e funzioni religiose.
Stamitz si sposò il 1º luglio 1744 con Maria Antonia Luneborn.  Ebbero cinque figli: Carl Phillip, Maria Francisco, Anton Thadaus Nepomuk e due bambini che morirono in tenera età.
Fu probabilmente nell'estate del 1754 che Stamitz intraprese un viaggio lungo un anno a Parigi, ivi esibendosi per la prima volta a un Concert Spirituel l'8 settembre 1754. Il successo che ottenne a Parigi lo indusse a pubblicare i suoi Trii orchestrali Op. 1, e forse altre opere in collaborazione con vari editori parigini.
Stamitz tornò a Mannheim presumibilmente nell'autunno del 1755; morì, trentanovenne, meno di due anni più tardi. Il suo atto di morte riporta quanto segue:

## Composizioni
Le composizioni più importanti di Stamitz sono le sue 58 sinfonie e i suoi dieci trii orchestrali. I trii orchestrali, benché spesso catalogati come sinfonie, sono in realtà una via di mezzo tra la sinfonia e il trio da camera, e si possono suonare con o senza raddoppiamento delle parti. Stamitz compose anche concerti: tra questi, oltre a quelli numerosi per violino, ne figurano almeno due per clavicembalo, 12 per flauto, uno per oboe e uno per clarinetto, che è uno dei primi per questo strumento (pare che i primi in assoluto siano i sei scritti da Johann Melchior Molter negli anni '40 del '700). Scrisse anche molta musica da camera per varie combinazioni strumentali e opere a otto voci; tra queste ultime ricordiamo la sua Messa in re, ampiamente diffusa, un pezzo in stile concertante di grande modernità per la sua epoca.
Poiché almeno cinque altri musicisti del XVIII secolo appartengono alla famiglia Stamitz, quattro dei quali della stessa famiglia di Johann, qualsiasi tentativo di catalogare i lavori di Stamitz è quantomeno rischioso, soprattutto per via delle tante varianti in cui il nome viene riportato nei documenti. Infatti, se è vero che non s'incontrano molte difficoltà nel distinguere tra i lavori di Johann Stamitz e quelli dei suoi figli Carl e Anton, la somiglianza dei nomi "Steinmetz" e "Stamitz" ha provocato una considerevole confusione, perché almeno due altri compositori della famiglia "Steinmetz" vissero nel XVIII secolo.

## Innovazioni nel campo della Sinfonia classica
Stamitz ampliò l'orchestra rendendo obbligatori gli strumenti a fiato nella composizione delle sinfonie. Le sue opere attinenti a questo genere degli anni '50 sono scritte per otto parti: quattro strumenti ad arco, due corni, due oboi (sostituibili con flauti e clarinetti).  I corni non costituiscono solo uno sfondo armonico per gli archi, ma sono anche voci soliste nei brani che Stamitz scrisse.  Fu inoltre uno dei primi compositori ad affidare agli oboi parti indipendenti.
La principale innovazione di Stamitz in campo sinfonico, però, è l'adozione dei quattro movimenti, con un minuetto e un trio in terza posizione seguiti da un Presto o Prestissimo. Se è vero che esistono esempi isolati di sinfonie con questa successione di movimenti, Stamitz fu il primo a impiegare sistematicamente questa successione: ben più della metà delle sue sinfonie, e nove dei suoi dieci trii orchestrali, sono in quattro tempi.  Contribuì inoltre allo sviluppo della forma sonata.
Nelle sue composizioni si trovano, debitamente ampliati, tratti caratteristici dell'opera italiana.  Da parte sua vi aggiunse procedimenti come estesi crescendo e altri effetti dinamici, e vi incorporò trame semplificate e spesso accordali, parti "su misura" per gli strumenti, ritmi armonici lenti e accordi semplici. Come le opere italiane, le composizioni di Stamitz posseggono un vigoroso senso del ritmo, specie nei passaggi in cui l'orchestra suona "forte", e una differenziazione tematica nell'ambito dell'esposizione.